# Kalililo Kakonje
Kalililo Kakonje   (Lusaka, 1 de juny de 1985) és un exfutbolista zambià de la dècada de 2000.
Fou internacional amb la selecció de futbol de Zàmbia.
Pel que fa a clubs, destacà a AmaZulu.